# Bandos (Salamanca)

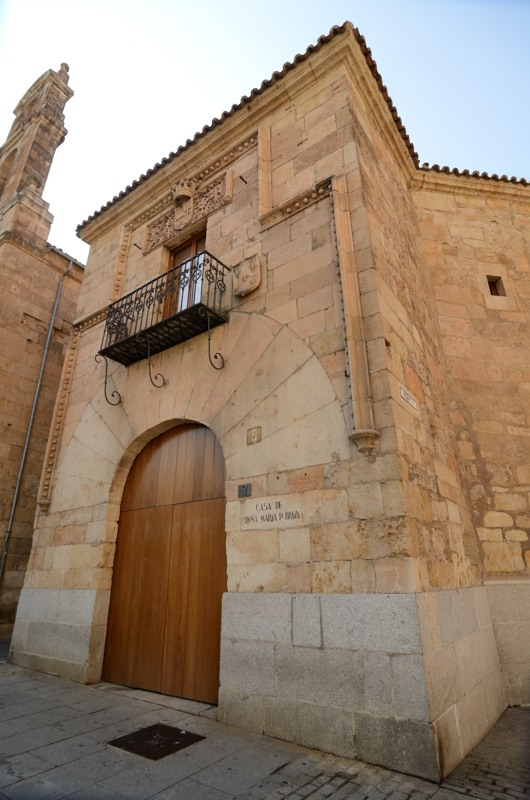
Casa de María Rodríguez de Monroy en la actual plaza de los Bandos, Salamanca.

Los "Bandos" es como se conoce en Salamanca a los dos grupos en que se dividió la ciudad, encabezados por dos familias nobiliarias que mantuvieron un duro enfrentamiento en el siglo XV.
El origen de este enfrentamiento, aparte de que existieran previamente rencillas de menor calado entre las familias pudientes, ocurrió en el año 1464 o 1465. En el juego de pelota hubo una disputa entre los hermanos Manzano y el hijo menor de los Enríquez, hijo de María Rodríguez de Monroy, entonces ya viuda de Enrique Enríquez de Sevilla. La discusión se enzarzó y los Manzano mataron al hijo de María; temiendo la venganza del hermano mayor, lo esperaron escondidos, le dieron muerte también y huyeron de la ciudad. Al enterarse del suceso, la madre de estos, acompañada de veinte hombres de armas, persiguió a los asesinos de sus hijos hasta encontrarlos en una posada cerca de la ciudad de Viseu, en Portugal. Allí sus hombres rodearon la casa, los prendieron y los ejecutaron. María mandó que les decapitasen después de muertos y regresó a su casa con las cabezas, que depositó en las tumbas de sus hijos, enterrados en la iglesia de santo Tomé. Estos hechos la hicieron acreedora del sobrenombre de Doña María la Brava.
Las familias nobles de la ciudad se dividieron entonces en dos Bandos. Uno era el bando de Santo Tomé, que encabezaban los Enríquez y, por tanto, María la Brava. Se llamó así por la iglesia de Santo Tomé (hoy desaparecida) que estaba frente a la casa de los Enríquez (conocida ahora como casa de doña María la Brava), en la actual plaza de los Bandos. El bando contrario era el de San Benito (la iglesia que le dio nombre aun existe). La plaza del Corrillo separaba las zonas de ambos y se fue convirtiendo en tierra de nadie, que ningún transeúnte se atrevía a cruzar; por esa razón crecía la hierba y se llamó el Corrillo de la Hierba. Fueron luchas internas que aterrorizaron a los habitantes y que contribuyeron en gran parte a que Salamanca no pudiera prosperar durante bastantes años.
Familias como los Enríquez, los Solís, los Maldonado y los Manzano, más sus seguidores, continuaron una verdadera guerra de venganzas, con duelos y encontronazos por las calles de la ciudad. Estos enfrentamientos se prolongaron durante más de una década desde el episodio protagonizado por los Manzano y los Enríquez. A lo largo de esos años, el predicador agustino Juan de Sahagún trató por todos los medios de conseguir la concordia y consiguió, por fin, que los bandos firmaran un pacto de paz y de concordia el último día de septiembre de 1476. El acontecimiento tuvo lugar en una casa de la calle de San Pablo, que a partir de aquel momento pasó a llamarse casa de la Concordia. Firmaron entre otros representantes de las familias de apellidos ilustres: los Maldonado, los Acebedo, los Nieto, los Anaya, los Enríquez, etc. También la plaza que había frente a la casa pasó a llamarse plaza de la Concordia. 